# Juan Crisóstomo Torrico
Juan Crisóstomo Torrico y Vargas (Lima, 21 de enero de 1808 - París, 27 de marzo de 1875) fue un militar y político peruano. Luchó en las fases finales de la guerra de la independencia peruana y durante la guerra contra la Confederación Perú-Boliviana. Típico caudillo militar de los inicios de la República Peruana, conspiró contra casi todos los gobiernos, hasta 1850. Fue Presidente de facto del Perú durante dos meses en 1842. Luego fue ministro de Hacienda y de Guerra en el gobierno de José Rufino Echenique, y se benefició del escándalo de la consolidación. Viajó a Europa como ministro plenipotenciario y se radicó en París, donde falleció.

## Biografía
Hijo de Juan Capistrano Torrico, español, y de Tomasa Bargas Igartua, peruana. Estudió en el Seminario de Santo Toribio, pero luego ingresó al ejército español en condición de cadete del Regimiento Infante Don Carlos (1819). Ocupada Lima por el Ejército Libertador de José de San Martín, éste llamó al servicio del país a los jefes y oficiales “nacidos en América” el 15 de julio de 1821. Torrico, adolescente todavía, se presentó con el consentimiento de su padre y se incorporó a la Legión Peruana (base del Ejército Peruano). Fue hermano del Coronel Joaquín Torrico.
Se hallaba en el sur al momento de realizarse la primera y la segunda Campaña de Intermedios, pero no participó en ninguna acción. Luego estuvo en las grandes batallas finales de la independencia: Junín y Ayacucho (1824), para finalmente, a órdenes del mariscal Antonio José de Sucre, participar en la campaña del Alto Perú (1825). 
Ascendió a capitán en 1827 y al año siguiente marchó hacia el norte tras el estallido de la guerra contra la Gran Colombia. No participó en la Batalla del Portete de Tarqui por hallarse entonces en la retaguardia. Ascendido a sargento mayor en mayo de 1829, apoyó al general Agustín Gamarra en el golpe de Estado contra el presidente José de La Mar, el 7 de junio de 1829.
Durante el primer gobierno de Agustín Gamarra fue destacado con su cuerpo hacia el norte, bajo las órdenes del general Juan Francisco de Vidal, con la misión de combatir la revolución del joven teniente coronel Felipe Salaverry (1833). Incidentalmente decidió la derrota de Salaverry en la batalla de Garita de Moche, a siete km al norte del actual puerto Salaverry, el 19 de noviembre de 1833. 
Durante el gobierno provisional del general Luis José de Orbegoso apoyó el pronunciamiento del general Pedro Bermúdez del 4 de enero de 1834, quien lo ascendió a coronel. Tras el fin de la guerra civil y la reunión del país bajo el mando de Orbegoso, salió desterrado del país.
Retornó al Perú para sumarse a la revolución que Salaverry inició en el Callao el 23 de febrero de 1835. Llegó a ser edecán de dicho caudillo, pero conspiró contra él, y al ser descubierto, pasó a Guayaquil. Junto con Gamarra, se trasladó a Chile, donde el gobierno chileno preparaba, con ayuda de los desterrados peruanos, una expedición para derribar a la Confederación Perú-Boliviana. Retornó al Perú enrolado en la Segunda Expedición Restauradora peruano-chilena y participó en la batalla de Portada de Guías, librada el 21 de agosto de 1838 en las afueras de Lima. Luego estuvo en el combate de Matucana, donde derrotó a una columna confederada el 18 de septiembre. Ascendido a General de Brigada, luchó en la batalla de Yungay, donde comandó la primera división restauradora, el 20 de enero de 1839.
Con dos batallones marchó a pacificar el sur del Perú, donde tomó medidas calificadas de arbitrarias. Siempre revoltoso, conspiró contra el segundo gobierno de Agustín Gamarra y descubierto, salió desterrado a Chile, en enero de 1841. Gamarra falleció en la batalla de Ingavi el 18 de noviembre de ese año en el marco de la guerra desatada contra Bolivia. Manuel Menéndez, como Presidente del Consejo de Estado, asumió la presidencia, teniendo que afrontar la invasión boliviana. Acogiéndose a un decreto de amnistía dado por Menéndez, Torrico retornó, siendo nombrado jefe del Estado Mayor general del Ejército y luego general en jefe del Ejército del Norte. Una vez suscrita la paz con Bolivia, Torrico derribó a Menéndez y se proclamó Jefe Supremo del Perú, el 16 de agosto de 1842. Se inició así la «anarquía militar».
Mientras tanto, el ejército del Sur se pronunció en el Cuzco a favor del general Francisco de Vidal, quien aceptó encabezar la lucha contra el usurpador Torrico, en su calidad de 2.º vicepresidente del Consejo de Estado. Las fuerzas de ambos rivales se enfrentaron en la batalla de Agua Santa, cerca de Pisco, el 17 de octubre de 1842. Torrico fue completamente derrotado y tuvo que partir nuevamente hacia Chile. Allí conspiró contra Vidal primero y contra el subsiguiente régimen del general Manuel Ignacio de Vivanco. 
Regresó al Perú tras la caída de Vivanco y el restablecimiento del régimen constitucional en 1844. Conspiró contra el primer gobierno de Ramón Castilla y una vez más salió desterrado hacia Chile, en 1849. Favorecido por una ley de amnistía, retornó y apoyó la candidatura del general José Rufino Echenique, cuya confianza se ganó (1851). 
Instalado el gobierno de José Rufino Echenique en 1851, fue nombrado Ministro General. Luego, cuando dicho presidente formó su primer gabinete ministerial, se le encomendó el despacho de Guerra y Marina (1852-1853); complementaban dicho gabinete Bartolomé Herrera (Justicia y Gobierno), Manuel de Mendiburu (Hacienda) y Joaquín José de Osma (Relaciones Exteriores). El historiador Manuel de Mendiburu sostiene que fue el principal beneficiado del llamado «escándalo de la consolidación», lamentable episodio de corrupción pública en la que estuvieron involucrados el presidente Echenique y sus partidarios. Alejado de toda función pública al estallar la Revolución Liberal de 1854 que encabezó Castilla, viajó a Europa en 1855 y regresó al Perú en 1861, cuando ya las exaltaciones se habían calmado. 
Durante el gobierno de Juan Antonio Pezet fue nombrado ministro plenipotenciario en Francia y aunque su misión concluyó al cabo de seis meses con el derrocamiento de dicho presidente (1865), permaneció en París. En 1867 hizo una pasajera visita al Perú, volviéndose luego a París en donde falleció en 1875, a la edad de 67 años.
Sus restos fueron trasladados al mausoleo de la Familia Torrico en el Cementerio Presbítero Maestro.
Dejó a su viuda un sustancioso patrimonio, fruto sin duda del beneficio que obtuvo de la consolidación. Tuvo dos hijos que destacaron: Federico Torrico (1830-1879), pintor y periodista; y Rufino Torrico (1833-1920), militar, que fue alcalde de Lima en dos períodos y ministro del régimen de Andrés Avelino Cáceres.